# Илисинеа
Илисинеа (порт. Ilicínea) — муниципалитет в Бразилии, входит в штат Минас-Жерайс. Составная часть мезорегиона Юг и юго-запад штата Минас-Жерайс. Входит в экономико-статистический микрорегион Варжинья. Население составляет 11 825 человек на 2006 год. Занимает площадь 376,004 км². Плотность населения — 31,4 чел./км².

## История
Город основан 12 декабря 1953 года. 

## Статистика
- Валовой внутренний продукт на 2003 год составляет 39 436 368,00 реалов (данные: Бразильский институт географии и статистики).
- Валовой внутренний продукт на душу населения на 2003 год составляет 3511,07 реалов (данные: Бразильский институт географии и статистики).
- Индекс развития человеческого потенциала на 2000 год составляет 0,758 (данные: Программа развития ООН).

## География
Климат местности: горный тропический.